# لیگیا بوروفچیک
لیگیا بوروفچیک (لهستانی: Ligia Borowczyk؛ ‏ ۷ دسامبر ۱۹۳۲ – ۶ سپتامبر ۲۰۲۲) بازیگر اهل لهستان بود.
از فیلم‌ها یا برنامه‌های تلویزیونی که وی در آن نقش داشته‌است می‌توان به اسکله اشاره کرد.